# Oldsmobile Six
Oldsmobile Six – samochód osobowy produkowany pod amerykańską marką Oldsmobile w latach 1913–1921.

## Dane techniczne
- Pojemność: 2,9 litra
- Cylindry: 4
- Moc: 44 KM
- Typ silnika: dolnozaworowy
- Napęd: tylny